# Museo Histórico Nacional de Atenas
El Museo Histórico Nacional (en griego: Εθνικό Ιστορικό Μουσείο, romanizado: Ethnikó Istorikó Mouseío) es un museo histórico de Atenas. Fundado en 1882, es el más antiguo de su tipo en Grecia. Está ubicado en la Antigua Casa del Parlamento en la calle Stadiou en Atenas, que albergó el Consejo de los Helenos desde 1875 hasta 1932. Una sucursal del Museo Nacional de Historia se ha organizado y operado allí desde 2001.

## Colecciones
El museo alberga la colección de la Sociedad Histórica y Etnológica de Grecia, fundada en 1882. Es la colección más antigua de este tipo en Grecia, y antes de su transferencia al Antiguo Parlamento, fue ubicado en el edificio principal de la Universidad Politécnica Nacional de Atenas.
La colección contiene elementos históricos relacionados con el período desde la caída de Constantinopla por los otomanos en 1453 hasta la Segunda Guerra Mundial, destacando especialmente el período de la guerra de independencia de Grecia y el posterior establecimiento del Estado moderno griego.
Entre los artículos que se exhiben se encuentran armas, efectos personales y recuerdos de personalidades históricas, pinturas históricas de artistas griegos y extranjeros, manuscritos, así como una gran colección de trajes tradicionales griegos de varias regiones. La colección se exhibe en los pasillos y salas del edificio, mientras que el gran salón central de la Asamblea Nacional se utiliza para conferencias.